# Indienii din Cleveland: Întoarcerea
Indienii din Cleveland: Întoarcerea (titlu original: în engleză Major League: Back to the Minors) este un film american sportiv de comedie din 1998 regizat de John Warren. Rolurile principale au fost interpretate de actorii Scott Bakula, Corbin Bernsen, Dennis Haysbert, Takaaki Ishibashi, Jensen Daggett, Eric Bruskotter, Ted McGinley și Bob Uecker. Este continuarea filmelor Indienii din Cleveland (1989) și Indienii din Cleveland 2 (1994).

## Distribuție
- Corbin Bernsen – Roger Dorn
- Scott Bakula – Gus Cantrell
- Bob Uecker – Harry Doyle
- Kenny Johnson – Lance "The Dance" Pere
- Thom Barry – Frank "Pops" Morgan
- Eric Bruskotter – Rube Baker
- Takaaki Ishibashi – Taka Tanaka
- Dennis Haysbert – Pedro Cerrano
- Judson Mills – Hog Ellis
- Walton Goggins – Billy "Downtown" Anderson
- Peter Mackenzie – Carlton "Doc" Windgate
- Ted McGinley – Leonard Huff
- Jensen Daggett – Maggie Reynolds
- Steve Yeager – Duke Temple
- Lobo Sebastian – Carlos Liston